# 박현 (1945년)
박현(朴鉉, 1945년 10월 27일, 전라남도 함평군 ~ )은 대한민국의 제6대 서울특별시의원, 제4대 서울특별시 광진구의원이다.

## 학력
- 부산공업전문학교 화학공업학과 전문 학사 졸업
- 부경대학교 금속공학과 학사 졸업
- 5년제 한국방송통신대학교 행정학과 학사 졸업

### 비학위 수료
- 서울대학교 행정대학원 국가정책과정 제55기 수료

## 경력
- 1987.06 ~ 현재 (주)센츄리 코퍼레이션 대표이사
- 1995.03 ~ 현재 CENTURY de HONDURAS President
- 2002.01 ~ 2003.12 온두라스 한국산업체 제10·11대 회장
- 2002 ~ 2004 한나라당 중앙위원
- 2002.04 ~ 2004.04 한나라당 서울시당 광진구 을 지구당 부위원장
- 2002.07 ~ 2004.10 제4대 서울특별시 광진구의회 의원
- 2004.10 ~ 2006.06 제6대 서울특별시의회 의원
- 2004.10 ~ 2006.06 제6대 서울특별시의회 후반기 재정경제위원회 위원
- 2004.10 ~ 2005.06 제6대 서울특별시의회 후반기 지방자치발전특별위원회 위원
- 2005.06 ~ 2005.12 제6대 서울특별시의회 후반기 지역균형발전지원특별위원회 위원
- 2005.08 ~ 2006.06 제6대 서울특별시의회 정책연구위원회 위원
- 2005.10 ~ 2006.06 제6대 서울특별시의회 후반기 예산결산특별위원회 위원
- 2005.12 ~ 2006.06 제6대 서울특별시의회 후반기 노인복지지원특별위원회 위원
- 2008 서울특별시의회 후보

## 역대 선거 결과
|  | 53.21% |

|  | 59.4% |

|  | 36.70% |